# 이기지
이기지(李器之, 1690년 ~ 1722년)는 조선 후기의 학자이다. 자는 사안(士安), 호는 일암(一庵), 본관은 전주이다. 북경을 방문하여 카스테라를 처음 맛보고 조선에 카스테라를 소개하였다. 또한 천주교와 서양 사회의 존재를 접하고 조선에 서양의 존재를 소개했다.  
1715년 진사시에 합격하고, 1720년 숙종이 승하하자 청나라에 숙종의 부고를 알리기 위해 파견된 사신단 고부사의 한 사람이 된 아버지 이이명을 따라 자제군관에 임명되어 북경을 방문하였다. 여기서 천주교, 서양에 대한 것을 접하고 귀국 후 조선에 소개했다. 천주교의 존재를 조선에 소개했지만 그가 천주교에 귀의하지는 않았다. 그는 북경에서 포도주, 카스테라를 처음 맛보고 조선에 카스테라를 소개했다. 
그는 청나라에서 신부로부터 포도주 제조 법, 고약 만드는 법을 배워왔다. 이후 1721년 신임옥사가 벌어지자 아버지 이이명이 거제도로 유배당했으며 1722년(경종 2) 목호룡의 고변 때 그는 경종 암살 주모자로 지목되어 전북 남원으로 유배되었다. 다시 한성부로 압송되고 의금부에서 고문을 받고 죽었다.